# Intel Celeron M

Altes Logo des Intel Celeron M

Intel Celeron M ist die Bezeichnung der preisgünstigen Varianten der Intel-Mobilprozessoren, die auf der Technik der Intel-Pentium-M-, Intel-Core- oder Intel-Core-2-Prozessoren basieren. Sie lösten die Intel-Mobile-Celeron-Prozessoren ab.

## Technisches
Die Celeron-M-Prozessoren basieren wie die CPUs auf Basis der Core- und Pentium-M-Architektur auf einer stark modifizierten Version des Pentium III, welcher wiederum ursprünglich auf den Pentium Pro zurückgeht. Das Design ist auf eine niedrige elektrische Leistungsaufnahme optimiert, was zur Verlängerung der Batterielaufzeit in Notebooks beiträgt. Im Gegensatz zum Pentium M und zur Intel-Core-Architektur fehlen dem Celeron M jedoch die erweiterten Stromspartechnologien SpeedStep und Deeper Sleep. Außerdem besitzt er mit FSB 400 bzw. FSB 533 eine langsamere Anbindung an den Rest des Systems als die Core- bzw. Core-2-Prozessoren. Demgegenüber steht jedoch eine niedrigere Standardbetriebsspannung als bei den großen Brüdern. Daher und durch den langsamer getakteten FSB liegt die elektrische Leistungsaufnahme der Celeron-M-Familie nur bei 21 statt 27 Watt, wie auch beim Pentium M mit Dothan-Kern.

## Modelldaten Sockel 479

### Banias-512
- L1-Cache: 32 + 32 KiB (Daten + Instruktionen)
- L2-Cache: 512 KiB mit Prozessortakt
- MMX, SSE, SSE2
- Sockel 479, AGTL+ mit 100 MHz (quadpumped, FSB 400)
- Betriebsspannung (VCore): 1,356 V; ULV: 1,004 V
- Verlustleistung (TDP): 24,5 W; ULV: 7 W
- Erscheinungsdatum: 6. Januar 2004
- Fertigungstechnik: 130 nm
- Taktraten: Standard: 1,2–1,5 GHz; ULV: 600–900 MHz
- Modellnummern:
  - Standardmodelle (TDP: 24,5 W):
    - 310: 1,2 GHz
    - 320: 1,3 GHz
    - 330: 1,4 GHz
    - 340: 1,5 GHz

  - ULV-Modelle (TDP: 7 W):
    - Celeron M ULV 800 MHz*
    - 333: 900 MHz
    - Celeron M ULV 600 MHz (nur in Intels Industrieprogramm)*

*Veröffentlichung ohne die zu diesem Zeitpunkt von Intel neu eingeführte Modellnummer

### Dothan-512
- L1-Cache: 32 + 32 KiB (Daten + Instruktionen)
- L2-Cache: 512 KiB mit Prozessortakt
- MMX, SSE, SSE2
- Sockel 479, AGTL+ mit 100 MHz (quadpumped, FSB 400)
- Betriebsspannung (VCore): 0,9 V
- Verlustleistung (TDP): 5–5,5 W (ULV)
- Erscheinungsdatum: Juli 2004
- Fertigungstechnik: 90 nm
- Taktraten: 900–1000 MHz
- Modellnummern
  - 353: 900 MHz (5,0 W TDP)
  - 373: 1000 MHz (5,5 W TDP)

### Dothan-1024

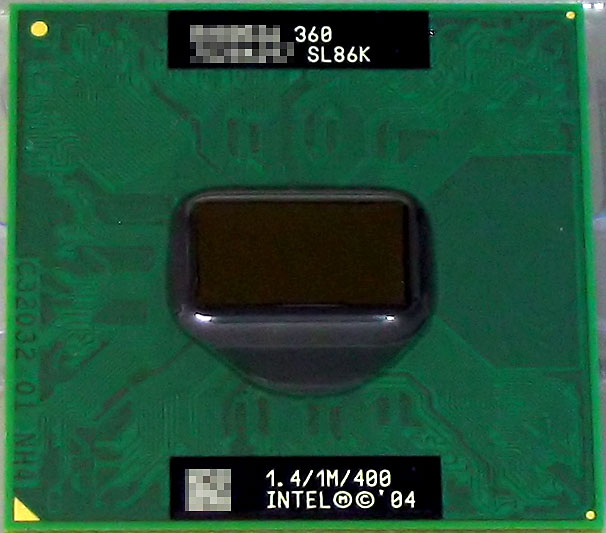
Celeron M 360J (Dothan)

- L1-Cache: 32 + 32 KiB (Daten + Instruktionen)
- L2-Cache: 1024 KiB mit Prozessortakt
- MMX, SSE, SSE2, XD-Bit (Modelle mit „J“-Kennung und ab Modell 370)
- Sockel 479, AGTL+ mit 100 MHz (quadpumped, FSB 400)
- Betriebsspannung (VCore): 1,26 V
- Verlustleistung (TDP): 5,5–21 W
- Erscheinungsdatum: Juli 2004
- Fertigungstechnik: 90 nm
- Taktraten: 1,1–1,7 GHz
- Modellnummern:
  - Standardmodelle mit 21 W TDP
    - 350(J): 1,3 GHz
    - 360(J): 1,4 GHz
    - 370: 1,5 GHz
    - 380: 1,6 GHz
    - 390: 1,7 GHz (27 W TDP laut Intel Datenblatt)

  - ULV-Modelle mit 5,5 W TDP
    - 383: 1,1 GHz

## Modelldaten Sockel M

### Yonah-1024
- L1-Cache: 32 + 32 KiB (Daten + Instruktionen)
- L2-Cache: 1024 KiB mit Prozessortakt
- MMX, SSE, SSE2, SSE3, XD-Bit
- Sockel M, AGTL+ mit 133 MHz (quadpumped, FSB 533)
- Betriebsspannung (VCore): 1,2625 V
- Verlustleistung (TDP): 5,5–27 W
- Erscheinungsdatum: April 2006
- Fertigungstechnik: 65 nm
- Taktraten: 1,06–2,00 GHz
- Modellnummern:
  - Standardmodelle mit 27 W TDP
    - 410: 1,46 GHz
    - 420: 1,6 GHz
    - 430: 1,73 GHz
    - 440: 1,86 GHz
    - 450: 2,00 GHz

  - ULV-Modelle mit 5,5 W TDP
    - 423: 1,06 GHz
    - 443: 1,20 GHz

### Merom-1024
- L1-Cache: 32 + 32 KiB (Daten + Instruktionen)
- L2-Cache: 1024 KiB mit Prozessortakt
- MMX, SSE, SSE2, SSE3, SSSE3, Intel 64, XD-Bit
- Sockel M, AGTL+ mit 133 MHz (quadpumped, FSB 533)
- Betriebsspannung (VCore): 1,313 V
- Verlustleistung (TDP): 5,5–30 W
- Erscheinungsdatum: Januar 2007
- Fertigungstechnik: 65 nm
- Taktraten: 933 MHz–1,73 GHz
- Modellnummern:
  - Standardmodelle mit 26 W TDP
    - 520: 1,6 GHz

  - Standardmodelle mit 30 W TDP
    - 530: 1,73 GHz

  - ULV-Modelle mit 5,5 W TDP
    - 523: 933 MHz

## Modelldaten Sockel P

### Merom-1024
- L1-Cache: 32 + 32 KiB (Daten + Instruktionen)
- L2-Cache: 1024 KiB mit Prozessortakt
- MMX, SSE, SSE2, SSE3, SSSE3, Intel 64, XD-Bit
- Sockel P, AGTL+ mit 133 oder 166 MHz (quadpumped, FSB 533 oder FSB 667)
- Betriebsspannung (VCore): 0,95–1,30 V
- Verlustleistung (TDP): 30–31 W
- Erscheinungsdatum: Juni 2007
- Fertigungstechnik: 65 nm
- Taktraten: 1,73–2,26 GHz
- Modellnummern:
  - 30 W TDP, FSB 533
    - 530: 1,73 GHz
    - 540: 1,86 GHz
    - 550: 2,00 GHz
    - 560: 2,13 GHz
    - 570: 2,26 GHz

  - 31 W TDP, FSB 667
    - 575: 2,00 GHz
    - 585: 2,16 GHz